# Condado de Penobscot
El condado de Penobscot (en inglés: Penobscot County) fundado en 1816 es un condado en el estado estadounidense de Maine. En el 2000 el condado tenía una población de 144.919 habitantes en una densidad poblacional de 16 personas por km². La sede del condado es Bangor.

## Geografía
Según la Oficina del Censo, el condado tiene un área total de 9210 km² (3556,0 mi²), de la cual 8795 km² (3395,8 mi²) es tierra y 415 km² (160,2 mi²) (4.51%) es agua.

### Condados adyacentes
- Condado de Aroostook - norte
- Condado de Washington - sureste
- Condado de Hancock - sur
- Condado de Waldo - suroeste
- Condado de Somerset - oeste
- Condado de Piscataquis - noroeste

## Demografía
En el 2000 la renta per cápita promedia del condado era de $34,274, y el ingreso promedio para una familia era de $42,206. En 2000 los hombres tenían un ingreso per cápita de $32,824 versus $23,346 para las mujeres. El ingreso per cápita para el condado era de $17,801. Alrededor del 13.70% de la población estaba bajo el umbral de pobreza nacional.

En el censo de 2010, el condado de Penobscot tenía una población de 153.923 personas. La densidad de población era de 17.45 habitantes po kilómetro cuadrado. Etnograficamente, la población se divide principalmente en blancos (95.4%); Indoamericanos (1.2%); asiáticos (0.9%); negros o afroamericanos (0.8%); mestizos (1.5%); y otras razas (0.2%).

## Ciudades y pueblos
| - Alton - Bangor - Bradford - Bradley - Brewer - Burlington - Carmel - Carroll Plantation - Charleston - Chester - Clifton - Corinna - Corinth - Dexter - Dixmont - Drew Plantation - East Millinocket - Eddington - Edinburg - Enfield | - Etna - Exeter - Garland - Glenburn - Greenbush - Hampden - Hermon - Holden - Howland - Hudson - Indian Island - Kenduskeag - Lagrange - Lakeville - Lee - Levant - Lincoln - Lowell - Mattawamkeag - Maxfield - Medway | - Milford - Millinocket - Mount Chase - Newburgh - Newport - Old Town - Orono - Orrington - Passadumkeag - Patten - Plymouth - Seboeis Plantation - Springfield - Stacyville - Stetson - Veazie - Webster Plantation - Winn - Woodville |